# 大西洋真蛇䲁
大西洋真蛇䲁（學名：Ophioblennius atlanticus），為輻鰭魚綱鳚形目䲁科真蛇䲁屬的一種，該物種最初由法國動物學家阿基萊·瓦朗西安納（Achille Valenciennes）於1836年描述，分布於東大西洋塞內加爾至安哥拉、西大西洋美國北卡羅萊納州至百慕達群島、加勒比海到巴西海域，本魚體延長，略側扁，頭短鈍，具一對犬齒，頭部、身體和臀鰭呈深紅褐色，有時呈淺粉灰色，嘴唇與部分胸鰭與尾鰭紅色，背鰭硬棘12-13枚、背鰭軟條21-23枚、臀鰭硬棘2枚、臀鰭軟條24枚，體長可達19公分，棲息在沿海珊瑚礁及礁石區的潮池，屬雜食性，以藻類及小型無脊椎動物為食，繁殖期為全年，雄魚會築巢且具領域性，一夫多妻制，雄魚會與多隻雌魚交配，雌魚產附著性卵，雄魚有護卵行為，幼魚為浮游性，生活習性不明，可做為觀賞魚。